# New Sound from Italy
| Recensione | Giudizio |
| ---------- | -------- |
| Down Beat  |          |

New Sound from Italy è un album a nome Basso-Valdambrini Octet , pubblicato nel gennaio del 1960.

## Tracce

### LP
(1960, Jolly Hi-Fi Records, LPJ 5007)
Lato A
1. Indiana (arrangiamento di George Gruntz) – 4:05 (musica: James F. Hanley) – Registrato il 21 dicembre 1959
2. Fascinating Rhythm (strumentale, arrangiamento di Lars Gullin) – 2:50 (testo: Ira Gershwin – musica: George Gershwin) – Registrato il 17 dicembre 1959
3. Blues for Gassman (arrangiamento di Piero Umiliani) – 2:50 (musica: Piero Umiliani) – Registrato il 21 dicembre 1959
4. Fata Morgana (arrangaimento di Lars Gullin) – 3:40 (musica: Lars Gullin) – Registrato il 17 dicembre 1959

Durata totale: 13:25
Lato B
1. How About You? (arrangaimento di Lars Gullin) – 3:30 (musica: Burton Lane) – Registrato il 17 dicembre 1959
2. There Will Never Be Another You (strumentale, arrangiamento di George Gruntz) – 4:05 (testo: Mack Gordon – musica: Harry Warren) – Registrato il 23 dicembre 1959
3. Peter of April (arrangiamento di Lars Gullin) – 3:10 (musica: Lars Gullin) – Registrato il 17 dicembre 1959
4. How Deep Is the Ocean? (arrangiamento di Piero Umiliani) – 4:10 (musica: Irving Berlin) –

Durata totale: 14:55

## Formazione
- Gianni Basso – sassofono tenore
- Oscar Valdambrini – tromba
- Mario Pezzotta – trombone
- Renato Sellani – pianoforte
- Franco Cerri – contrabbasso
- Jimmy Pratt – batteria
- Attilio Donadio – sassofono alto (A2, A4, B1 e B3), sassofono baritono (B2 e B4)
- Lars Gullin – sassofono baritono (A1, A2, A3, A4, B1 e B3)
- Glauco Masetti – sassofono alto (A1, A3, B2 e B4)

### Produzione
- Registrazioni effettuate il 10, 17, 21 e 23 dicembre 1959 al Gürtler Studios di Milano
- Alberto Angelini – ingegnere delle registrazioni
- Renzo Clerici – design copertina album originale
- Vecchia – foto copertina album originale
- Pino Maffei – note retrocopertina album originale[2]